# Пит Мондријан
Пит Корнелис Мондријан (хол. Pieter Cornelis (Piet) Mondriaan; Амерсфорт, 7. март 1872 — Њујорк, 1. фебруар 1944) је био холандски сликар и велики теоретичар уметности. Увелико је допринео уметничкој групи Де Стајл коју је основао Тео ван Дусбург. Мондријаново дело је највећим делом геометријска апстракција, крило модерне апстрактне уметности, са потпором у његовој теорији коју је назвао неопластицизам.
Студирао је од 1892. на академији у Амстердаму. Обузет религиозним проблемима, проучава теозофске списе и постаје члан секте. Из овога раздобља потичу платна прожета мистиком, с мотивима усамљених кућа са дубоким тоналитетима и необичним осветљењем. Почетак рата 1914. затекао га је у Амстердаму. Око 1915. напушта овај мотив као полазну основу и површину компонује слободно у прегледном и смиреном ритму обојених квадратних површина оивичених растером црних линија. Колористичка скала редукована је на три основне боје: жуту, плаву и црвену. Године 1917, један је од оснивача покрета Де Стајл и формулише принципе неопластицизма.
У последњим годинама мотиви његових слика редуковани су на минимум; коначно су његова платна садржавала неколико обојених површина на белој подлози. У платнима насталим у Америци нестаје карактеристична црна линија, чиме је ублажен општи утисак и постигнут живљи и ведрији ритам површине.
Преданост идеји и принципијелна доследност чине Мондријана најистакнутијим апологетом апстракције — његово сликарство, лишено сваке емоције и трагичности, у основи медитативнога и метафизичкога карактера, симбол је настојања да се појавној реалности супротстави трајнији вид универзалне реалности. Својим теоретским ставовима и методом Мондријан је извршио веома велик утицај на сликарство апстрактнога изражавања и доживео је, да епигони његовог геометризма аутоматски понављају обојене квадрате као једну од помодних ликовних спекулација.

## Холандија (1872—1912)
Мондријан је рођен 1872. у Амерсфорту у калвинистичкој породици. Пит је био најстарије дете у породици која је имала још 4 сина и једну кћер. Мондријан је своју свест о сликарству добио у породици јер су му и отац и ујак били сликари. Његов отац Пит Корнелис био је управитељ школе у Амерсфорту па је Мондриан био окружен вером и очевим сликама. Породица се 1880. преселила у Винтерсвијк гдје је Питов отац добио посао. Ту је Пит требало да постане професор цртања, и добио је две дипломе које су га квалификовале као професора. Иако се чинило да ће бити учитељ, Мондријан се 1892. одлучио за сликарство и те исте године се преселио у Амстердам како би се уписао на академију.
Његове прве слике биле су натуралистичке и импресионистичке, а теме су углавном били пејзажи. Ове слике су приказивале углавном ветрењаче, млинове, реке, поља и цркве. У почетку су оне сликане у стилу холандских импресиониста Хашке школе, а касније различитим техникама и методама што обележава трагање за личним стилом. Ове слике су у крајњој мери репрезентативне и приказују утицај разних уметничких покрета на Мондријана, укључујући и поинтилизам и фовизам.
Мондријан је насликао и неке постимпресионистичке слике као што су Млин на сунцу (1908) и Пет силуета стабала с месецом (1907/1908). Те слике данас се чувају у музеју у Хагу. Још једна слика Послеподне (1908) приказује пејзаж који се готово у целини састоји од црвене, жуте и плаве боје. Иако је слика у потпуности фигуративна, она је прва слика у којој је Мондријан наглашавао примарне боје.
Прве Мондријанове слике које имају назнаке апстракције су платна настала од 1905. до 1908. године која приказују нејасно дрвеће и куће са одразима у мирној води. Иако коначни резултат доводи до тога да гледалац више запажа форму него садржај, ова дела су још увек фигуративна и тек знање о Мондријановом каснијем раду вуче гледаоца да у овим делима тражи почетак апстракције.
Мондријан се по доласку у Амстердам уписао на Краљевску академију. Уметничка и литерарна атмосфера у Холандији мењала се јако брзо још док је Мондријан био млад студент. Иако је налазио многе утицаје на самој академији, међу важнијим био је онај симболистичког песника Пола Верлаинеа и мартинистичког писца Јосефина Меродака Пеладана. Њих двојица су академију посетили 1892. и одржали низ предавања. Сам Пеладан се залагао за смрт реализма у уметности и уводио је уметност коју је сматрао спиритуалном, симболичном и естетичком. У децембру 1892. у Амстердам је дошла изложба дела Винсента ван Гога. Симболисти су прихватили Ван Гога иако је њихово сликање било потпуна антитеза Хашкој школи која је утицала и на Ван Гога и на Мондријана. Но, симболисти су такође показивали све веће интересовање за мистичне и нехришћанске религије.
Мондријан се 1908. почео интересовати за теозофски покрет који је на крају 19. века покренула Хелена Петровна Блаватски. Блаватска је веровала да је могуће остварити боље знање о природи него оно које нам дају емпиријски начини, а већина Мондријановог каснијег рада тежила је ка спиритуалном знању. Мондријан је у 1909. године постао члан Теозофског друштва Холандије.
Мондријан је био и добар пријатељ са сликарем Симоном Марисом са којим је 1901. године путовао по Шпанији и у Корнвал, Енглеска. Иако та путовања нису проширила његове сликарске хоризонте, она су развила мржњу према властитом провинцијском животу. Мондријан је током овог периода путовао и по Холандији. Године 1903, путовао је у место Брабант са својим пријатељем Албертом ван ден Бриелом где се дивио пољима и руралном животу. Тамо се поново вратио 1904. и остао годину дана. Мондријан је 1908. године отпутовао у Домбург где је упознао симболисту Јана Торопа са којим је тада сарађивао. Мондријан је остало време овог периода провео у проучавању и сликању, а његово сликарство је 1910. године доживело потпуну експресију његовог интереса за мистичну космологију теозофа.
Најпознатија слика из овог периода је Еволуција (1910/1911). Као и многи тадашњи уметници и Мондријан је желео Дарвинову теорију заменити концептом духовног и интелектуалног развоја. Слика је направљена као триптих, но није прихваћена од стране критичара који су је сматрали празном и хладном.
Мондријаново дело после 1911. године увелико је под утицајем кубистичке изложбе у Амстердаму. Његово трагање за поједностављивањем види се у двема верзијама слике Мртва природа с посудом за мирођије. Прва верзија из 1911. године је кубистичка, док је друга из 1912. године поједностављена. Мондријан се 20. децембра 1911. године одлучио преселити у Париз гдје је остао све до 1914. године када се поново вратио у Холандију.

## Париз (1912—1914)
Године 1912, Мондријан се сели у Париз и избацује једно 'а' из свог имена тако поставши Мондријан. Од тада је сва своја дела потписивао са 'Мондријан'. При доласку, уселио се у атеље у улици Руе ду Департ 26 која се налазила у близини железничке станице Монпарнас. Атеље је Мондријану оставио његов пријатељ сликар Конрад Кикерт, а атеље је делио са још једним сликарем, Лодвијком Шелфхотом. У то време, Мондријан је упознао и сликара Кеса ван Донгена, али се није ограничио на проучавање дела својих холандских сународника. Париз је у то време био средиште уметничке револуције, а од свих покрета најзначајнији је био кубизам на који се Мондријан угледао. Своје прве кубистичке слике (Еволуција и Сунце) Мондријан је предао на изложбу на којој су била дела сликара као што су Пабло Пикасо и Жорж Брак, но средиште изложбе ипак су била дела Пола Сезана, којих је било 28. Занимљива је чињеница да су Мондриајнове прве кубистичке слике настале управо из проучавања Сезанових дела.
Мондријан је 1914. године направио темељну студију кубизма. Он је још исте те године желео да постане сликар значајан као Рембрант. Вратио се сликању класичних пејзажа и увидео је како неки од њих одговарају његовом новом стилу. Мондријан је у Паризу провео само две године одлучивши да га напусти у лето 1914. године и врати у родну Холандију.

## Холандија (1914—1919)
За разлику до кубиста, Мондријан је још увек хтео ускладити своје сликање са својим душевним трагањима, те је 1913. године почео спајати сликање са својим теозофским студијама што је обележило коначно одстрањивање од репрезентативне уметности. Зашто се Мондријан 1914. године, и то на врхунцу политичке кризе, вратио у Холандију није потпуно познато. Вероватно се вратио како би посетио свог болесног оца. Како је започео Први свјетски рат, Мондријан је био присиљен да остане у Холандији још 5 година. Током тог периода његова уметничка делатност знатно је пала.
Мондријан се тада први пут почео занимати за друштво, те је први пут купио смокинг и насликао се испред једне апстрактне слике. Мондријан се тада почео кретати по високим круговима, и полако је придобијао критичаре, који ипак нису толико причали о његовом делу колико о његовом животу.
Ускоро се преселио у место Ларен, које је било уметничка колонија још од 19. века. У почетку је боравио код свог пријатеља Јакоба ван Домселера, но често би сам изнајмио атеље. Током тог периода, слао је своја дела на многе изложбе и све је више привлачио критичаре. Године 1916, издао је памфлет Нови покрет у уметности којим је желио привући сликаре који су имали сличан циљ као он. Међу познатијим сликарима био је Берт ван дер Лек, који се у Ларен доселио у априлу 1916. године, чије су слике биле сличне Мондријановим јер је и он из својих сликао избацивао моделирање и перспективу. Леково кориштење примарних боја увелико је утицало на Мондријана.
У то време, Мондријан је упознао филозофа и свештеника Шоенмекерса који је развио теозофски правац знан као Христозофија. Та теорија уједињује мистичне и математичке елементе у једно, што је Мондријану било од директне користи.
Мондријанове слике из 1917. године могу се интерпретирати са теозофске стране, но сам Мондријан је, под утицајем кубизма, схватио да слике постоје као независни објекти. Од тада његове слике све више користе геометрију и повећавају утицај индивидуалца у кориштењу боје.
Тео ван Дусбург је баш у то време организовао групу уметника са управо тим циљевима. Мондријан и Дусбург су се упознали и ускоро постали нераздвојни. Дусбург је почео сликати у Мондријановом стилу, а Мондријан је свраћао код Дусбурга по савете за расправу о авангардном сликарству коју је припремао. Тако су Дусбург и Мондријан основали групу која је позната као Де Стајл (Стил). Та група је од 1917. године издавала и истоимени часопис у којем је Мондријан писао многе есеје у којима је дефинисао тај сликарски покрет, познат као неопластицизам. Међу главним идејама покрета била је та да се природа и интелект, или женски и мушки принцип, негативно и позитивно, статично и динамично, водоравно и усправно мора довести у равнотежу. Ту идеју је, према Мондријановим замислима, изнео сам Тео ван Дусбург.
Мондријан 1916. године слика само једну слику — Композицију. Слику је сам замишљао као црквено прочеље, но на на тој апстрактној композицији то је немогуће видети. Године 1917, настају беле слике са квадратима у разним бојама и црним линијама које плутају на тој белој позадини (Композиција у боји А, Композиција бр. 3, с обојеним површинама 3). Исте те године Мондријан одустаје од повезивања својих уобичајених мотива (море, дрвећа, цркве) са новом сликарском формом. Током његових последњих година у Холандији, настаје једна композиција са јаким бојама (Композиција с решетком 8: Композиција у облику шаховског поља у тамним бојама), те ромбоидне композиције по узору на Теа ван Дусбриха.
Мондријан је 1917. и 1918. година издао дело Нова пластика у уметности (De Nieuwe Beelding in de Schilderkunst). То је био његов први улазак у теорију уметности. Но, најбољи опис тог покрета се налази у писму које је 1914. године написао Х. П. Бремеру:
Ја конструишем линије и комбинације боја на равној површини како бих исказао општу лепоту са највећом свешћу. Природа (или она коју ја видим) ме инспирише, ставља ме, као и сваког сликара, у емоционално стање у којем један порив дође да нешто направи, али ја желим доћи што је ближе могуће истини и свему апстрактном из тога, док не достигнем основу (још увек само спољашњу!) ствари…

Верујем да је могуће да, преко хоризонталних и вертикалних линија конструисаних свесно, али без калкулације, вођених великом интуицијом и доведених до хармоније и ритма, ова основна форма лепоте, додавањем других линија и завоја ако је потребно, може постати уметност, јака као што је и истинита.

## Париз (1919 – 1938)
У лето 1919. године Мондријан се враћа у Париз. Његов атеље је био затворен током његовог боравка у Холандији те су његове слике биле јако добро очуване. Прво се уселио у Ул. Депере 5, но убрзо се вратио у број 26 где је остао до 1936. године. Група Де Стајл је већ била у позицији да се прослави у свету. Ван Дусбург и Мондријан су ју прославили кроз сликарство, а белгијски скулптор Жорж Вантонгерло је тражио неопластицистичку формулу у скулптури. Једно од Мондријанових првих дела из тзв. „друге париске фазе” је дело слично драми или расправи између три лица.
Што се тиче његових ликовних дела, атмосфера послијератног Париза омогућила је уметницима апсолутну слободу, што је самом Мондријану користило како би прихватио апстракцију до краја живота. Мондријан је током 1919. и 1920. године почео сликати „решеткасте“ слике те је почео развијати стил због којег је познат у свету. У раним делима овог периода, линије које одвајају правоугаоне облике на сликама су доста танке и сиве су боје, а не црне као у каснијим делима. Та линије постају блеђе што иду према рубу слике за разлику од линија у каснијим делима које су једноставно прекинуте. Правоугаоне форме, којих је пуно више и мање су него у каснијим делима, су углавном у примарним бојама, црној или сивој, а врло мало њих је беле боје за разлику од каснијих дела где постепено опада број обојенихповршина, а расте број белих.
Контракомпозиција IV, 1924, још је један пример сличности ван Дусбугових каснијих дела и Мондриајнових „решеткастих” дела. Као и код Контракомпозиције XII линије код Мондријанових каснијих неопластицистичких дела биле су тање и испрекидане, а било је више поља на којима су превладавале три боје (плава, жута и црвена), те бела што је Мондријан више старио.
Мондријан је својим повратком у Париз и преласком на неопластицизам постигао свој тадашњи циљ: престигао је Брака и Пикаса и постао најапстрактнији сликар тог доба. Но, након тог успеха уследио је период депресије. Мондријан је 1920. године желео, по узору на Ван Гога, напустити Париз и отићи на југ Француске. Тада је Ван Дусбургу рекао да своју каријеру жели завршити опроштајном изложбом, а онда отићи у винограде јужне Француске.
Мондријан је ипак одлучио остати у Паризу. Његови пријатељи су му осигуравали скромне приходе, а Саломон Слијпер је налазио купце за његове слике с цвећем које је тада увелико сликао. Покрај улаза у свој атеље ставио је вештачки цвет чије је лишће обојио у бело. Када су га питали шта цвет симболизује, он је рекао да цвет представља непостојећу жену у његовом животу који је у потпуности био посвећен уметности. Године 1921, био је на концерту италијанског футуристичког композитора и сликара Луиђија Русола. За то време, Тео ван Дусбург је рекламирао Де Стајл по Немачкој где је упознао дадаиста Ханса Рихтера. Након тог сусрета писао је многе памфлете са дадаистима као што су Ханс Арп, Тристан Цара, Курт Швитерс и други.
Револуционарна и геометријска естетика неопластицизма могла се врло као схватити и као антиуметност управо због свог одбијања било каквих сликарских и естетских форми из прошлости. Сам Мондријан радо изводио визуелно лабављење решетке како би стварао утисак привидне динамичности својих слика. Његове слике из 1921. године садржавале су линије које нису сезале до краја платна него су се прекидале на одређеној удаљености од платна, но што се његов рад све више развијао линије су почеле досезати до руба платна. Такође је почео користити све мање и мање боја, преферирајући белу.
Његов рад је 1922. године добио свој коначни облик. Мондријану је тада теозофију сматрао прилично неадекватном. Веровао је да је открио основни симбол еквивалентности, но није открио прави доживљај тог симбола. У својим делима Мондријан је све мање помињао остале чланове Де Стајла и све више се усмерава на свој властити рад. Чак и када је у Паризу 1923. године одржана изложба Де Стајла, Мондријан је одбио то коментарисати икако другачије него теоретски. Де Стајл је у то вриеме сарађивао и са многим дадаистима које је Ван Дусбург упознао у Немачкој.
Мондријан је остао независан у одређеној мери, но многи уметници су и даље сарађивали с њим и посећивали његов атеље. Године 1924, Ван Дусбург је увелико погодио Мондријана тако што је својим сликама додао косе линије и увео елементаризам. Иако је резултат таквих слика био поприлична динамичност, он је увелико потресао Мондријаново уверење у истакнуте квалитете хоризонталних и вертикалних линија. Мондријана је још више погодило када је Ван Дусбург на своје слике додао смеђу боју и када је почео изливати боју изван граница „решетке”.
Тежња за кориштење све веће количине беле боје, која је описана пре, најистакнутија је у Мондријановим сликама познатим као лозенге слике. Мондријан је те слике почео редовно да слика током 1920-их. Лозенге слике су рађене на платну у облику ромба. Најистакнутији примери лозенге слика су Композиција са црном и плавом и Композиција у црној и белој (Слика И) из 1926. године. Прва наведена је једна од Мондријанових највише минималистичких слика. Састоји се од две црне линије које се пресецају и стварају мали троугао црне боје. Друга слика се састоји од четири црне линије од којих се само две пресецају и стварају мали бели троугао. Линије на сликама су испрекидане на рубовима платна и тако остављају утисак да су платна делови већег уметничког дела.
Након већ поменутих несугласица, разлаз Теа ван Дусбурга и Пита Мондријана био је неизбежан. Постоје две верзије о разлогу растанка. Прва је та према којој су се два уметника разишла због дијагоналних линија које је ван Дусбург почео користити, но за ту теорију не постоје никакви документи. Друга, вероватнија, говори да су се сликари разишли због фундаменталне разлике у њиховој перцепцији простора и форме.
Од 1926. па до 1930. године Мондријанове слике још су садржавале одређену количину обојених површина, но од 1930. године па до краја живота све је мање обојених површина, а више белих, а што је био старији, у његовом сликарству доминирала је линија, док је форма скоро у потпуности избачена. Мондријану најзанимљивији део око линија биле су двоструке линије које су Мондријановим сликама давале додатну динамичност коју је врло радо истраживао.
Најзначајнија Мондријанова дела из периода од 1926. до 1930:
| - Композиција са жутом, наранџастом и плавом (1927) - Композиција с црвеном, црном, плавом и жутом (1928) | Композиција са црвеном, црном, плавом и жутом (1928) - Композиција (1929) - Фокстрот Б (1929) | - Композиција у квадрату (1929) - Композиција (1929) - Композиција са жутом (1930) |

Мондријан је 1932. године напунио 60 година. Као признање за уметнички домет, по новинама су излазили чланци похвале, а у амстердамском Стеделијк Музеју је одржана пригодна изложба. Многи су сматрали да је досегао стваралачки врхунац и већ су се навикли на његове композиције, а његове нове беле слике су одавале утисак да су досегнуле границе сликарства.
Године 1933, Мондријан у своје слике уводи двоструку линију коју задржава све до краја живота. Према једној анегдоти он је срео сликарку по имену Марлов Мос па је од ње преузео двоструку линију. Иако истинитост те анегдоте није потврђена, у тим двоструким линијама не види се уметников оригинални потпис. Увођењем двоструке линије Мондријан је смањио број обојених поља а увелико повећао број белих тако да су дела из периода од 1930. па до 1938. године садржавала максимално две и то мале обојене површине. Мондријан око 1937. године у своје слике, тачније линије, почиње уводити и по једну обојену линију, али у тој мери да она или пресеца или пролази кроз његове црне линије. Мондријан тек касније уводи обојене линије и постепено сасвим избацује црну боју из својих слика.
Најзначајније слике из периода од 1930. до 1938:
| - Композиција II с црним линијама (1930) - Композиција са жутом (1930) - Фокстрот А (1930) - Ромбоидна композиција с две линије (1931) - Композиција с плавом и жутом (1931) - Композиција Ц са црвеном и сивом (1932) - Ромбоидна композиција с четири жуте линије (1933) - Композиција бр. I/Композиција Ц (1934 — 1936) - Композиција сиво-црвена (1935) - Ритам црних линија (1935 — 1942) - Композиција у белој, црвеној и плавој (1936) | - Композиција (Б) у плавој, жутој и белој (1936) - Композиција - бела, црвена и жута А (1936) - Композиција - бела и црвена: Б (1936) - Композиција са белом, црном и црвеном (1936) - Композиција II с плавом (1936 — 1942) - Композиција са црвеном, жутом и плавом (1937) - Композиција са линијама и бојом: III (1937) - Композиција са жутом, плавом и црвеном (1937—1942)\|Композиција са жутом, плавом и црвеном (1937 — 1942) - Композиција бр. 1, са сивом и црвеном/Композиција с црвеном (1938 — 1939) - Place de la Concorde (1938 — 1943) |

## Лондон и Њујорк (1938—1944)
Године 1938, у Европи је владала политичка криза. Како је Европа очекивала рат, Мондријан је био све нервознији, но ипак није желео да напусти Париз. Ипак, након наговора пријатеља, Мондријан је 1938. године са Винифредом Николсоном отишао на воз, па након воза бродом у Лондон. У Лондону га је дочекао скулптор Наум Габо, а заједно са Николсоновима, му је пронашао атеље у у Хампстеаду. Мондрјан је у Лондону остао две године и насликао је мали број целих слика, а започео је њих неколико које је завршио у Њујорку. Међу довршеним сликама треба издвојити Композицију с црвеном (1939) која опет верно приказује Мондријанов стил двоструких линија који је сличнији другом париском периоду него његовом каснијем периоду. Мондријан је у Лондону завршио и неке слике које је започео у Паризу (Композиција бр. 1, са сивом и црвеном/Композиција с црвеном). Међу слике које је започео у Лондону, а завршио у Њујорку треба споменути дела Композиција, Лондон (1940 — 1942), Композиција у црној, белој и црвеној (Слика бр. 9) (1939 — 1942) и Trafalgar Square (1939 — 1943). У овим сликама Мондријан је, осим црних, увео и мали број кратких линија у боји (углавном плаве и црвене), а уједно је и поново повећао број обојених површина (иако је бела још увијек доминирала), али су оне биле пуно мање у површини него оне из његовог ранијег периода. Те линије у бојама, комбиноване с црним, сликама су давале додатни утисак светлуцавости и блиставости. Други светски рат започео је 1939. године, а Мондријан је у Енглеској боравио све до битке за Британију (1940) када се одселио у Њујорк јер је једна бомба погодила кућу у којој је становао. Након одлуке да напусти Енглеску, сликар Хари Холцман му је саветовао да оде у Њујорк. И Мондријан је кренуо у Америку. Његова платна су убрзо стигла. У почетку је боравио код Холцмана, а онда се уселио у атеље у Источној 89. улици где је наставио сликати.
Мондријан се у Њујорку сусрео са Пеги Гугенхајм, а упознао се и са Максом Ернстом, Андреом Бретоном и Марселом Дишаном. Убрзо се учланио и у Америчко удружење апстрактних уметника, с којом га је упознао управо Ернст. Мондријанови прави задатак у Њујорку био је довршавање започетих дела. Тим делима додао је, по узору на прошла времена, неколико поља у примарним бојама. Њујорк је на Мондријана извршио такав утицај да су последње три године његова живота биле најзанимљивије.
Мондријан је на своја дела по први пут додао целовите линије у боју. Прво дело у којем је то применио је слика Њујорк/буги вуги (1941—1942) На слику је, осим црних, додао две целовите црвене линије и неколико мањих и краћих линија у плавој и жутој боји. Значајно за ову слику је њен наслов. Наслов „Њујорк“је најчешћи код његових каснијих слика, и назив Буги вуги је такође кориштен. Мондријан је у почетку додавао само неколико обојених линија, али је то је био само први корак.
Већ у сликама Њујорк сити 1 (1941—1942) и Њујорк сити 2 (око 1942) Мондријан црне линије у потпуности замењује бојама. На сликама нема више црних линија него линија у примарним бојама (црвена, жута и плава) које сликама дају нову светлину и динамичност. Код слика више нема обојених површина него се између обојених линија налазе беле површине које се због велике количине обојених површина и њихове јачине визуално губе и умањују (зависно од величине површине). Код слике Њујорк сити 2 постоји још мало број црних линија, но слика је остала недовршена због Мондријанове смрти. На тој слици Мондријан такође користи нову технику коју је открио. Како би приказао своје линије у боји користио је самолепљиве траке у боји. Траке би помицао све док не би постигао жељени ритам на белој подлози. Мондријан је 1942. године насликао дело Њујорк сити 3 (које је рађено истом техником самолепљивих трака у боји као и Њујорк сити 2) које се од Њујорк сити 1 и 2 разликује по томе што осим жутих, плавих и црвених боја има и 3 црне, 4 беле и једну сиву линију, а бела поља на слици су много већа и мање бројна него на двема поменутим сликама.
Након 1942. године Мондријан у своје слике уводи ново револуционарно обележје. Како је био велик обожаватељ музике и џеза, желео је преко својих слика приказати уједињење музичког ритма и сликарства. Желео је оплеменити сликарство ритмом пулсирајућег обојеног светла. Прва слика из тог периода је Бродвеј буги вуги (1942—1943) чији је наслов ознака за концептуалну непосредност Мондријановог новог стила сликања и ритма буги вугија. Ова слика је уједно и последња Мондријанова слика која је довршена. Ова слика је изразито комплексна, но не губи јасноћу. Слика се састоји од низа жутих линија које су стално испрекидане црвеним, плавим и сивим квадратићима и правоугаоницима. Међу линијама налазе се беле површине и правоугаони облици који садрже више боја (сива у црвеној, жута у црвеној у плавом правоугаонику...). Још једна важна карактеристика ове слике су јаке боје које су кориштене, а одају утисак да гледаоца да се ради о неонском натпису. Ова слика и сам овај стил представља Мондријанове најдинамичније слике. Количина и распоред боја на сликама дају утисак сталног покрета облика на сликама и тиме само побољшавају утисак слике.
Мондријан је био највећи стручњак за америчку апстрактну уметност од свих европских сликара који су у то вријеме живели у САД. Управо он се сматра одговоран за откриће Џексона Полока, пионира апстрактног експресионизма. Према једној причи, Пеги Гугенхеим, Мондријанова трговкиња уметнинама, била је збуњена Полоковим начином сликања. Но Мондријан јој је рекао како је то једна од најузбудљивијих слика које је видео у животу. Тај начин сликања, познат као апстрактни експресионизам, лишавање форме сматра идеалом.
Посљедња Мондријанова слика је Виктори буги вуги (1942—1944). Та слика је недовршена због сликареве смрти и направљена је на ромбоидном платну. Слика се држи Мондријановог стила приказивања музике на платну и тако је рађена у истом стилу као и Бродвеј буги вуги. Ова слика, иако рађена истим стилом, пуно је компликованија и комплекснија него њезина претходница. Облици су пуно неправилнији, а слика садржи пуно више квадратића и правоугаоника који прекидају основне линије слике. Неке линије на слици чак су и направљене низањем квадратића разних боја. Облици коју попуњавају празнине између линија још су бројнији, компликованији и гушће распоређени. Ова слика је сигурно Мондријанова најдинамичнија слика управо због наведеног кориштења боја у малим размацима и у већим количинама. Сви ти облици на слици су растављени до тачке где се линије и површине једва разликују једна од друге што оставља утисак треперавих ефеката. Наслов дела вероватно је одабран у ишчекивању краја Другог светског рата. Дело је осмишљено као спој великог историјско-политичког тренутка и Мондријанове властите победе над традиционалним европским сликарством. Ово дело је остало недовршено због Мондријанове смрти 1944. године.

## Зидна дела
Када је четрдесетседмогодишњи Мондријан напустио уметнички конзервативну Низоземску и отишао у Париз по други и посљедњи пут 1919. године, одлучио је свој атеље претворити у место за слике које ће представљати неопластицизам, покрет о којем је писао већ две године. Како би сакрио структуралне грешке свог атељеа Мондријан је по атељеу излепио велике плакате, који су били или у једној боји или у неутралној боји. Зид су наглашавали и мале хартијице у боји спојене у јединствену композицију. Тада је започео интензивни период сликања. Онда је поново уређивао атеље, размјештајући исечке, повећавајући им број, мењајући динамичност боју и простор, стварајући нове тензије и равнотежу. Он је већ одавно направио распоред према којем је један период уређивао и радио простор за нове слике, а у другом сликао. Ти периоди су се према том распореду периодично измењивали. Тог распореда држао се до краја живота, чак и током рата када се селио из Париза у Лондон и из Лондона у САД.
Мондријан се 1943. године, када је имао 71 годину, преселио у свој посљедњи атеље, у Њујорку. По доласку одмах је започео са извођењем распореда и организовањем околине која је била најпогоднија за његов скромни живот и најстимулативнија за његово уметничко стварање. Високе зидове бојио је истом белом бојом којом је обојио столице и столове, кутије које је израдио и дизајнирао од одбачених кутија где су се држале наранџе и јабуке. Врх столице обојио је са истом црвеном бојом којом је обојио картонске корице радиофонографа на којем је пуштао своје омиљене интерпретације. Посетиоци његовог последњег атељеа ретко су видели више од једног или два платна, али, на њихово дивљење, у атељеу је било осам великих композиција састављених од хартијица које су његовом атељеу, парадоксално а истовремено, давали утисак статичности и динамичности. То је, како сам Мондријан каже, било најбоље место у којем је становао. Трагично је да он ту борави само неколико месеци уочи смрти, те 1944. године.
Након смрти, Хари Холцман и Фриц Гларнер су отворили Мондријанов атеље на 6 недеља и све пажљиво документовали, а након затварања, Холцман је све композиције са зидова почео излагати као уметничка дела која су од тада позната као Зидна дела. Од тада та су дела била на изложбама у многим градовима и музејима широм света.

## Смрт
На почетку 1944. године Мондријан је добио прехладу која се развила у пнеумонију. Када га је фотограф Фриц Гларнер једном приликом посетио у његовом атељеу, нашао је Мондријана слабог и болесног. Убрзо је пребачен у болницу Мураи Хил, но Пит Мондријан је преминуо 1. фебруара 1944. у Њујорку од посљедица пнеумоније у 72. години живота. Покопан је на гробљу Кипрес Хилс у Бруклину, Њујорку. Његов захтев за добијање америчког држављанства био је још увек на чекању.
Схвативши важност Мондријановог дела, Хари Холцман је отворио Мондријанов њујоршки атеље за јавност. Током тих 6 недеља док је био отворен, Фриц Гларнер је његово дело забележио фотографијама и филмом. Овај једноставан чин био је знак поштовања према Мондријану и његовом утицају на америчку уметност. Године 1945, уследила је ретроспективна изложба у Музеју модерне уметности у част Мондријана. Прва ликовна монографија настала је 9 година касније, а написао ју је Мондријанов пријатељ Михел Сеупхор.

## Изабрана дела
- Млин на сунцу: „Mlin Winkel“ (1908)[4]
- Црвено дрво (1908)[5]
- Хризантема (1908)[6]
- Млин крај воде (1908)
- Пејзаж (1909)
- Црвено дрво (1909—1910)
- Црвени амарилис с плавом позадином (1910)
- Еволуција (1910—1911)
- Црвени млин (1910—1911)[7]
- Сиво дрво (1911)
- Хоризонтално дрво (1911)
- Мртва природа с посудом за мирођије 1 (кубизам) (1911)[8]
- Мртва природа с посудом за мирођије 2 (поједноставњено) (1912)[9]
- Јабука у цвату (1912)
- Композиција са дрвећем 2 (1912—1913)
- Пејзаж с дрвећем (1912)
- Овална композиција: Слика III (1914)
- Композиција бр. VI (Мондриан) (1914)
- Композиција бр. 3, с обојеним површинама 3 (1917)
- Аутопортрет (1918)
- Композиција са решетком 3: Ромбоидна композиција (1918)
- Композиција са решетком 5: Ромбоидна композиција с бојама (1919)
- Композиција са решетком 8: Композиција у облику шаховског поља у тамним бојама (1919)
- Композиција Б (1920)
- Композиција А (1920)[10]
- Слика I, у црној, црвеној, жутој, плавој и свиетлоплавој (1921)
- Слика 3, у наранџасто-црвеној, жутој, црној, плавој и сивој (1921)
- Композиција с великом црвеном површином, жутом, црном, сивом и плавом (1921)
- Слика 2, са жутом, црном, плавом, црвеном и сивом (1922)
- Композиција с црвеном, црном плавом и жутом (1928)
- Композиција II с црним линијама (1930)
- Ромбоидна композиција с две линије  (1931)
- Ромбоидна композиција с четири жуте линије (1933)
- Композиција бр. I/Композиција Ц (1934—1936)
- Композиција сиво-црвена (1935)
- Композиција (Б) у плавој, жутој и белој (1936)
- Композиција - бела, црвена и жута (1936)
- Композиција са линијама и бојом: III (1937)
- Композиција са жутом, плавом и црвеном (1937—1942)
- Композиција бр. 8 (1939—1942)
- Композиција бр. 9 са жутом и црвеном (1939—1942)
- Композиција бр. 10 (1939—1942)

### Критички огледи и есеји
- Nancy J. Troy, Mondrian and Neo-Plasticism in America, 1979 ::: примерак : arhive.org
- Kermit Swiler Champa, Mondrian Studies, 1985 ::: примерак : archive.org
- David Shapiro и Christopher Sweet, Mondrian Flowers: Essay, 1991
- Meyer Schapiro, Mondrian: On the Humanity of Abstract Painting, 1995 ::: примерак : archive.org
- Serge Fauchereau, Mondrian and the Neo-Plasticist Utopia, 1994 ::: примерак : archive.org
- De Stijl, 1917-1931 : Visions of Utopia  (више аутора: есеји), 1982 ::: примерак : archive.org